# 让居·马克罗伊
让居·马克罗伊（荷蘭語：Jeangu Macrooy，荷蘭語發音：[ʒɑ̃ˈgy maˈkroːi]，1993年11月6日—）是苏里南的一位歌手。他代表荷兰参加2020年欧洲歌唱大赛和2021年欧洲歌唱大赛。